# La Plaine-des-Palmistes
La Plaine-des-Palmistes ist eine französische Gemeinde im Nordosten von Réunion, der Insel im Indischen Ozean, die vom gleichnamigen Übersee-Département umfasst wird. Die Einwohner nennen sich Palmiplainois.
Die eigenständige Gemeinde existiert seit 1899 und zählt 6920 Einwohner (Stand 1. Januar 2022).